# Zástavní právo
Zástavní právo patří mezi věcná práva k cizí věci a slouží k zajištění dluhu v ujednané výši pro případ, že nebude dlužníkem (zástavní dlužník) včas a řádně splněn. Předmětem zástavněprávního vztahu je zástava, která může být v případě nesplnění pohledávky zpeněžena a výtěžek získá věřitel (zástavní věřitel).
Zástavním právem lze zajistit dluh o určité výši nebo jehož výši lze určit kdykoliv v době trvání zástavního práva. Součástí zástavy jsou též (není-li to vyloučeno ve smlouvě) příslušenství zástavy, její přírůstek, neoddělitelné plody a užitky. Novinkou v novém občanském zákoníku je budoucí zástavní právo, které je specifické tím, že v době vzniku zástavní smlouvy není zástavce vlastníkem zástavy. V tomto případě je uzavření zástavní smlouvy možné, ale zástavní právo k věci vzniká až po nabytí vlastnictví zástavním dlužníkem. Dalšími druhy zástavního práva je vespolné zástavní právo a zastavení cizí věci. Vespolné zástavní právo znamená, že se zástavní věřitel může domáhat uspokojení své pohledávky ze kterékoliv zástavy podle svého výběru nebo ze všech až do úplného uspokojení své pohledávky. Cizí věc lze zastavit jen se souhlasem jejího vlastníka.
Do konce roku 2013 bylo zástavní právo upraveno v § 152 až 174 občanského zákoníku č. 40/1964 Sb., od 1. ledna 2014 je upraveno v § 1309 až 1394 nového občanského zákoníku (zákon č. 89/2012 Sb.). Právní úprava zástavního práva v novém občanském zákoníku je podrobnější a ponechává větší míru volnosti smluvním stranám.

## Zástava
Zástavou mohou být všechny věci, které jsou způsobilým předmětem občanskoprávních vztahů majetkové povahy, proto mohou být zástavou věci hmotné i nehmotné. Vlastností zástavy však musí být její obchodovatelnost, aby mohla být v případě nesplnění pohledávky zpeněžena. Kromě obvyklých movitých i nemovitých věcí mohou být jako zástava využity:
- cenné papíry,
- zaknihované cenné papíry,
- účty vlastníka zaknihovaných cenných papírů,
- pohledávky (i budoucí),
- podíl v korporaci,
- nemovitosti,
- zemědělské skladní listy[7] nebo
- ochranné známky.[7]

## Vznik zástavního práva
Zástavní právo vzniká obvykle na základě smlouvy, která může být písemná, ústní či ve formě veřejné listiny. Součástí zástavní smlouvy mohou být kromě hlavních ujednání, jako je specifikování, co je zástavou a jaký dluh se jí bude zajišťovat, i vedlejší ujednání týkající se např. smluvních pokut za nedodržení dohodnutého termínu splacení dluhu. Jestliže je zástavou movitá věc, zástavní dlužník předává zástavu zástavnímu věřiteli nebo třetí osobě do úschovy.
Vznik zástavního práva lze rozdělit do dvou skupin, a to na dobrovolné a nucené zástavní právo. Dobrovolné zástavní právo vzniká na základě zástavní smlouvy (např. odevzdáním či zápisem do rejstříku zástav); na rozdíl od toho nucené zástavní právo vzniká rozhodnutím příslušného orgánu veřejné moci. Budoucí zástavní právo ovšem vzniká až po nabytí vlastnictví k zastavené věci, jde-li pak o věc zapsanou ve veřejném seznamu, typicky v katastru nemovitostí, vznikne zástavní právo až zápisem do tohoto seznamu. S ohledem na skutečnost, že cizí věc lze zastavit jen se souhlasem jejího vlastníka, je nově upraveno i zastavování cizí věci v zastavárenském závodu. Protože jsou často zastavovány věci kradené či ztracené, upravuje občanský zákoník práva skutečného vlastníka věci. Přijme-li zastavárenský závod movitou věc, byť v dobré víře, musí jí vydat skutečnému vlastníkovi po prokázání, že věc pozbyl ztrátou nebo činem povahy úmyslného trestného činu.

## Práva a povinnosti za trvání zástavního práva

### Povinnosti zástavního dlužníka
Zástavnímu dlužníkovi vzniká povinnost doplnit jistotu tehdy, když zastavovaná věc ztratí svojí původní hodnotu z důvodu jednání vlastníka zastavené věci, ať už z důvodu činnosti, či nečinnosti k zastavované věci. V tomto případě je zástavní dlužník povinen doplnit zajištění do původního stavu. Další povinností zástavního dlužníka je doplnění zajištění podle starého občanského zákoníku (zákon č. 40/1964 Sb.) za předpokladu, že zástavní právo vzniklo před 1. lednem 2014. To znamená, že v tomto případě by musel zástavní dlužník zástavu okamžitě přiměřeně doplnit. Neučinil-li by tak, stala by se část pohledávky, která není zajištěna, splatnou.

### Práva a povinnosti zástavního věřitele
S novým občanským zákoníkem vzniká v zástavním právu pravidlo následku pojistné události, která zasáhne pojištěnou zástavu. Nastane-li pojistná událost, pojišťovna plní zástavnímu věřiteli, prokáže-li včas, že na věci vázne jeho zástavní právo. Neuhradí-li zástavní dlužník řádně a včas svoji pohledávku, vzniká zástavnímu věřiteli právo uspokojit se ze zadrženého plnění z pojistné smlouvy. Tento nárok však mohou strany v zástavní smlouvě vyloučit.
Zástavní věřitel je oprávněn zástavu držet a má vůči zástavnímu dlužníkovi právo na náhradu nákladů, které mu za dobu úschovy zástavní věci vzniknou. Užívat zastavenou věc, přivlastňovat si její přírůstky, plody a užitky může zástavní věřitel pouze v případě, bylo-li to ujednáno v zástavní smlouvě, s kterou souhlasily všechny zúčastněné strany. Současně má zástavní věřitel povinnost o zastavenou věc (je-li v jeho úschově) pečovat jako řádný hospodář.

## Výkon zástavního práva
Dojde-li k tomu, že zástavní dlužník svůj dluh nesplní řádně a včas, má věřitel právo uspokojit svoji pohledávku výkonem zástavního práva. Výkon zástavního práva se provádí hlavně zpeněžením zástavy, ale není vyloučena ani dohoda, k níž dojde po splatnosti pohledávky, podle níž si věřitel zástavu za libovolnou nebo předem určenou cenu ponechá (tzv. propadná zástava). Taková odchylná ujednání vždy vyžadují písemnou formu. Oproti starému občanskému zákoníku lze nyní volit z více možností, jak zpeněžit zástavu, než jenom prodejem zástavy ve veřejné dražbě nebo pouhým prodejem. Záleží na tom, jak se smluvní strany dohodnou, jestli se bude jednat o prodej z volné ruky, veřejnou soutěž, dobrovolnou dražbu či vnucenou správu. Zástavní dlužník i zástavní věřitel musí respektovat zakázaná ujednání vyplývající z občanského zákoníku, jinak dojde k neplatnosti smluvního ujednání.
Vzájemná práva a povinnosti se týkají i procesu zpeněžení zástavy. Před započetím zpeněžení zástavy musí zástavní věřitel nejdříve oznámit zástavnímu dlužníkovi, že přistoupil k výkonu zástavního práva. Je-li zástavní právo zapsáno ve veřejném seznamu nebo v rejstříku zástav, zajistí zástavní věřitel zápis o započetí s výkonem zástavního práva i v tomto rejstříku. Po uplynutí 30 dnů od oznámení zástavnímu dlužníkovi nebo dne zápisu ve veřejném seznamu nebo rejstříku zástav může věřitel zpeněžit zástavu. Dlužník poté, co mu bylo věřitelem oznámeno započetí výkonu zástavního práva, nesmí bez souhlasu zástavního věřitele zástavu zcizit. Povinností zástavního dlužníka je strpět výkon zástavního práva, vydat zástavnímu věřiteli zástavu i listiny potřebné k převzetí zástavy.

## Rozsah zástavního práva
Zástavní právo má široký rozsah a občanský zákoník ho upravuje tak, že se vztahuje na zástavu, na její přírůstek i příslušenství. Novinkou občanského zákoníku je možnost hromadného zastavení věcí, při kterém platí zástavní právo na každou jednotlivou věc, která náleží zástavě a slouží jí, ať je kdekoliv. Zástavní právo vzniká na každou věc, která se zastaví k již zastavenému, a stejně zanikne, když se od hromadné věci odloučí. Přemění-li se zástava v novou věc, přejde na ni i zástavní právo; podobně přechází na všechny věci vzniklé rozdělením původní zástavy. Stejný následek nastává tehdy, spojí-li se zástava s jinou věcí a není-li možné obnovení předešlého stavu, ovšem jen do hodnoty v době spojení.

## Zánik zástavního práva
Zánik zástavního práva lze dělit na zánik v důsledku zániku zajištěné pohledávky nebo samotným zánikem zástavního práva. Současně s pohledávkou zaniká i dluh, k zániku pohledávky dochází nejčastěji jejím splněním. Samotným zánikem je myšlen případ, kdy dojde k zániku zástavního práva z důvodu zániku zástavy, uplynutí doby, dohody o zániku závazku, zaplacení odstupného, splynutím, odstoupením od smlouvy, prominutím dluhu, smrti dlužníka nebo věřitele.
V případech, kdy je zástava zapsána ve veřejném seznamu nebo v rejstříku zástav a dojde k zániku zástavního práva, musí zástavní věřitel zažádat o výmaz zapsané zástavy. Za předpokladu, že ve smluvním ujednání bylo vymezeno, že o výmaz z veřejného seznamu či rejstříku zástav zažádá zástavní dlužník, musí zástavní dlužník provést žádost o výmaz. K tomu aby zástavní dlužník mohl požádat o výmaz, musí od zástavního věřitele obdržet potvrzenou listinu se zánikem zástavního práva.

## Specifická zástavní práva

### Podzástavní právo
Jestliže dojde k zastavení pohledávky, která už je zajištěna zástavním právem, jedná se o tzv. podzástavní právo. Souhlasu vlastníka primární zástavy není třeba, je však nutné mu tuto skutečnost oznámit. Sekundární, podzástavní věřitel pak může dosáhnout zpeněžení primární zástavy místo primárního zástavního věřitele.

### Uvolněné zástavní právo
Nový občanský zákoník navrátil do českého práva pojem uvolněná zástava. Uvolnění zástavy lze využít pouze v případech, kdy je zastavená věc evidována ve veřejném seznamu (zejména katastru nemovitostí). Podstata spočívá v tom, že při zániku zástavního práva může být bez nutnosti jeho předchozího výmazu k téže věci zapsáno zástavní právo pro jiný dluh. Vlastník tak může spojit uvolněnou zástavu s jiným dluhem, jeho hodnota ale nesmí převyšovat původní dluh (který byl jeho věcí jako zástavou původně zajištěn). Právo na disponování s uvolněnou zástavou zaniká, pokud ho vlastník nevyužije do deseti let od zápisu uvolnění zástavního práva do veřejného seznamu.

### Soudcovské a exekutorské zástavní právo
Zástavní právo může specificky vzniknout na základě rozhodnutí soudu v rámci exekučního řízení, a to jen na určené nemovitosti, ačkoli včetně všech jejích součástí a příslušenství. Zaznamenává se též do katastru nemovitostí. Protože však jde jen o zástavní právo, byť zřízené v rámci exekučního řízení, nelze jeho prostřednictvím přímo uspokojit pohledávku věřitele (oprávněného), slouží pouze jako zajišťovací institut. Teprve v případě, že dlužník (povinný) zajištěnou pohledávku nesplní, je možné na jeho základě provést standardní výkon rozhodnutí prodejem nemovité věci.
Obdobně funguje i exekutorské zástavní právo, které může zřídit svým exekučním příkazem soudní exekutor.

### Pohyblivé zástavní právo
V systému angloamerického práva je možným institutem i tzv. pohyblivé zástavní právo. Jeho rozsah na zástavě, kterou bývá obchodní společnost, je proměnlivý, pevně určeným se stane teprve ve chvíli, kdy je na zástavním dlužníkovi jeho dluh vymáhán. Ačkoliv je jeho povaha dostatečně dobře popsána v judikatuře, legální definice chybí. První známou definicí je definice lorda Macnaghtena ve dvou soudních případech z let 1897 a 1904.
Výhody má jak pro zástavního věřitele, tak pro zástavního dlužníka. Pro zástavního věřitele je výhodné, že v každém okamžiku pokrývá veškerý majetek zadlužené společnosti. Pro zástavního dlužníka je výhoda v tom, že může nakládat se svým majetkem (ale pouze takovým způsobem, který je běžný pro každodenní obchodní činnost). Toto zástavní právo se například vztahuje i na skladové zásoby, které byly vyrobeny až v době po uzavření smlouvy, ale je možné prodávat je zákazníkům.

### Zástava nemovitosti
Zástava nemovitosti je specifický typ zástavního práva, u kterého dlužník ručí věřiteli za svůj dluh nemovitým majetkem. Nejčastěji se jako zástava používají byty a rodinné domy, je ale možné využít také stavební pozemek, bytový dům a další typy nemovitostí.
Zástava nemovitosti se zpravidla využívá pro zajištění hypotéky. Věřitel, obvykle banka, má díky tomu zajištěnou svou půjčku. Pokud tedy dlužník přestane úvěr splácet, věřitel může nařídit zesplatnění úvěru. V případě, že dlužník pohledávku neuhradí, hrozí mu nucený prodej nemovitosti. Díky němu banka získá své peníze zpět. U hypotečních úvěrů v České republice platí, že banka klientovi nepůjčuje částku v celé hodnotě zastavené nemovitosti (či více nemovitostí), ale pouze její část. Obvykle je to maximálně 80 % z hodnoty zástavy (v některých případech až 90 %).
Fakt, že hodnota nemovitosti přesahuje výši půjčky, věřitele chrání před ztrátami způsobenými výkyvy cen. I v případě, že věřitel přestane úvěr splácet a zároveň hodnota nemovitosti klesne, dokáže ji banka prodat tak, aby umořila svou pohledávku.